# Droogmansia reducta
Droogmansia reducta är en ärtväxtart som beskrevs av De Wild. Droogmansia reducta ingår i släktet Droogmansia och familjen ärtväxter. Inga underarter finns listade i Catalogue of Life.